# Choroba Parkinsona
Choroba Parkinsona (łac. morbus Parkinsoni; ang. Parkinson’s disease, PD), dawniej: drżączka poraźna (łac. paralysis agitans) – samoistna, powoli postępująca, zwyrodnieniowa choroba ośrodkowego układu nerwowego, należąca do chorób układu pozapiramidowego. Nazwa pochodzi od nazwiska londyńskiego lekarza Jamesa Parkinsona, który w 1817 roku rozpoznał i opisał objawy tego schorzenia (jego podłoże anatomiczne i biochemiczne poznano jednak dopiero w latach 60. XX wieku).

## Historia
Choroba znana była od stuleci, ale za pierwszy formalny jej opis uważa się An Essay on the Shaking Palsy brytyjskiego lekarza Jamesa Parkinsona (1755–1824) z 1817 roku. Początkowo używano terminu drżączki poraźnej (paralysis agitans), ale Jean-Martin Charcot wprowadził powszechny do dziś eponim choroby Parkinsona. Odkrycie zmian w istocie czarnej w przebiegu tej choroby przypisuje się Konstantinowi Trietiakowowi (1892–1958), który opisał je w swoim doktoracie w 1917 roku. Rolę dopaminy w patogenezie schorzenia wyjaśnili Ehringer i Hornykiewicz w 1960 roku. Pierwsze próby z lewodopą podjęto rok później. Zmiany biochemiczne leżące u podstaw choroby odkrył szwedzki biochemik Arvid Carlsson, któremu za to odkrycie przyznano Nagrodę Nobla w 2000 roku.

## Epidemiologia
Choroba Parkinsona dotyczy 1% populacji ludzi od 40. do 60. roku życia, ale zdarza się również u ludzi młodszych.

## Etiologia

Schemat przedstawiający szlaki dopaminergiczne w zdrowym mózgowiu (po lewej) i u pacjenta z chorobą Parkinsona (po prawej). Czerwone strzałki oznaczają hamowanie danej struktury, niebieskie oznaczają pobudzanie; grubość strzałki odzwierciedla nasilenie procesu

W chorobie Parkinsona do objawów chorobowych dochodzi z powodu zmian zwyrodnieniowych komórek nerwowych w istocie czarnej (łac. substantia nigra) i innych obszarach barwnikonośnych mózgowia. Neurony istoty czarnej wytwarzają neurotransmiter dopaminę, stąd nazywa się je neuronami dopaminergicznymi; zawierają ponadto melaninę, dlatego określa się je również jako barwnikonośne. Konsekwencją zaburzenia funkcji tych neuronów jest niedobór dopaminy (ok. 70–80%) w istocie czarnej i prążkowiu, i przewaga aktywności neuronów glutaminergicznych, hamujących jądra wzgórza. W zmienionych chorobowo obszarach mózgowia stwierdza się obecność ciał Lewy’ego, jednak nie są to zmiany patognomoniczne dla choroby Parkinsona.
Objawy neuropatologiczne korelują z obrazem klinicznym choroby.
W proces neurodegeneracyjny wciągnięte są układ dopaminergiczny (istota czarna, podwzgórze, układ mezokortykalno-limbiczny, siatkówka), układ noradrenergiczny (miejsce sinawe), układ cholinergiczny (jądro podstawne Meynerta) i układ glutaminergiczny.
Czynniki wywołujące te zmiany zwyrodnieniowe do chwili obecnej nie zostały dostatecznie określone, jednak przynajmniej część z nich to czynniki genetyczne.

### Czynniki genetyczne
| Typ    | OMIM        | Locus      | Szczegóły |
| PARK1  | OMIM#168601 | 4q21       | Mutacje w genie SNCA kodującym alfa-synukleinę. Dziedziczenie AD. Tzw. PARK4 (OMIM#605543) przypuszczalnie spowodowana jest triplikacjami SNCA. |
| PARK2  | OMIM%602544 | 6q25.2-q27 | Mutacje w genie kodującym białko parkinę. Jedna z najczęstszych przyczyn rodzinnej postaci choroby Parkinsona o wczesnym początku.              |
| PARK3  | OMIM%602404 | 2p13       | Dziedziczenie AD, opisano zaledwie kilka rodzin.                                                                                                |
| PARK5  | OMIM+191342 | 4p14       | Mutacje w genie UCHL1 kodującym hydrolazę L1 ubikwityny.                                                                                        |
| PARK6  | OMIM%605909 | 1p36       | Mutacje w genie PINK1 (608309) kodującym hipotetyczną kinazę 1 indukowaną PTEN                                                                  |
| PARK7  | OMIM%606324 | 1p36       | Mutacje w genie DJ-1 (602533) |
| PARK8  | OMIM%607060 | 12q12      | Mutacje w genie LRRK2 kodującym dardarynę. |
| PARK9  | OMIM%606693 | 1p36       | Mutacje w genie ATP13A2 (zespół Kufora-Rakeba). PARK9 i PARK6 mogą być schorzeniami allelicznymi.                                               |
| PARK10 | OMIM%606852 | 1p         | – |
| PARK11 | OMIM%607688 | 2q36-37    | Rozbieżne informacje co do tego locus, może nie mieć znaczenia w patogenezie choroby.                                                           |
| PARK12 | OMIM%300557 | Xq21-q25   | – |
| PARK13 | OMIM#610297 | 2p12       | Mutacje w genie HTRA2 kodującym peptydazę serynową-2 HtrA                                                                                       |

## Objawy i przebieg
Objawy choroby Parkinsona pojawiają się i narastają powoli i stopniowo w ciągu kilkunastu lat. Początkowo chorzy zauważają pewne spowolnienie ruchowe i niezgrabność w ruchach, pojawiają się zaburzenia pisania (mikrografizm – bardzo drobne pismo). Spowolnieniu ulegają procesy psychiczne. Niekiedy chorzy sądzą, iż są to objawy zmian reumatycznych lub starszego wieku. Jednak po pewnym czasie osoby chore na chorobę Parkinsona zauważają u siebie zaburzenia równowagi lub trudności z wykonywaniem takich prostych czynności jak wstawanie z krzesła czy z łóżka. Na tym etapie choroby pacjent z reguły zjawia się u lekarza.
Do objawów prodromalnych (poprzedzających chorobę) zalicza się:
- sztywność osobowości
- depresję
- zaparcia
- łojotokowe zapalenie skóry
- parestezje kończyn
- dyskretne zaburzenia węchowe.

Podstawowymi objawami są:
- bradykinezja – spowolnienie i zubożenie ruchów, szczególnie trudności z wykonywaniem ruchów precyzyjnych; chód szurający, drobnymi kroczkami, brak fizjologicznych współruchów (balansowania kończyn górnych) i akineza (trudności w rozpoczęciu ruchów)
- sztywność mięśniowa (plastyczne zwiększenie napięcia mięśniowego, twarz maskowata)
- drżenie spoczynkowe.

Inne objawy to:
- niestabilność postawy
  - propulsja (tendencja do padania do przodu)
  - retropulsja (tendencja do padania ku tyłowi)
  - lateropulsja (tendencja do padania w bok)
- objawy wegetatywne:
  - ślinotok
  - łojotok
  - napadowe pocenie się
  - hipotensja ortostatyczna, mogąca prowadzić do omdleń[5].
- przodopochylenie tułowia (spowodowane znacznie wzmożonym napięciem mięśniowym)
- niewyraźna, cicha mowa, dyzartria
- trudności w połykaniu (rzadko)
- rzadkie mruganie
- spowolniony przebieg procesów psychicznych, osłabiona pamięć i zdolność przypominania.

### Przebieg
Przebieg choroby jest zwykle powolny, wieloletni i postępujący, mimo skrupulatnego leczenia po pewnym czasie doprowadza do inwalidztwa. Bardzo ważnym elementem postępowania leczniczego jest rehabilitacja, która pozwala choremu na dłużej zachować sprawność. Aktualnie prowadzone są badania mutacji genu GBA w celu przyśpieszenia diagnozy i wczesniejszego leczenia pacjentów z mutacją GBA.

## Rozpoznanie
Uproszczone kryteria rozpoznania choroby Parkinsona według Advisory Council of the National Institute of Neurological Disorders and Stroke amerykańskich Narodowych Instytutów Zdrowia:
Rozpoznanie możliwe
1. Postępujący przebieg oraz
2. Przynajmniej dwa następujących objawów:
  1. akinezja
  2. sztywność mięśni
  3. drżenie spoczynkowe
3. Brak cech nietypowych dla PD

Rozpoznanie prawdopodobne
1. Spełnione kryteria dla możliwej PD oraz
2. Przynajmniej dwa z następujących objawów:
  1. wyraźna poprawa po lewodopie
  2. występowanie fluktuacji lub dyskinez w związku z leczeniem lewodopą
  3. asymetria objawów

Rozpoznanie pewne
1. Spełnione kryteria dla prawdopodobnej PD oraz
2. Wykazanie w badaniu sekcyjnym:
  1. zaniku neuronów istoty czarnej
  2. obecności ciał Lewy’ego w istocie czarnej
  3. braku ciał wtrętowych w komórkach oligodendrogleju

### Rozpoznanie różnicowe
W diagnostyce różnicowej choroby Parkinsona należy uwzględnić:
- inne zespoły parkinsonowskie
  - parkinsonizm polekowy
  - parkinsonizm toksyczny
  - parkinsonizm pozapalny
  - parkinsonizm naczyniopochodny
  - parkinsonizm pourazowy
- zespoły parkinsonizm plus
  - zanik wieloukładowy (MSA)
  - postępujące porażenie nadjądrowe (PSP)
  - zwyrodnienie korowo-podstawne (CBD)
  - otępienie z ciałami Lewy’ego (LBD)
- wodogłowie normotensyjne (zespół Hakima)
- drżenie samoistne
- depresję
- zespół połowiczych zaburzeń czucia
- zespół bolesnego barku
- lumbago
- reumatoidalne zapalenie stawów.

## Leczenie

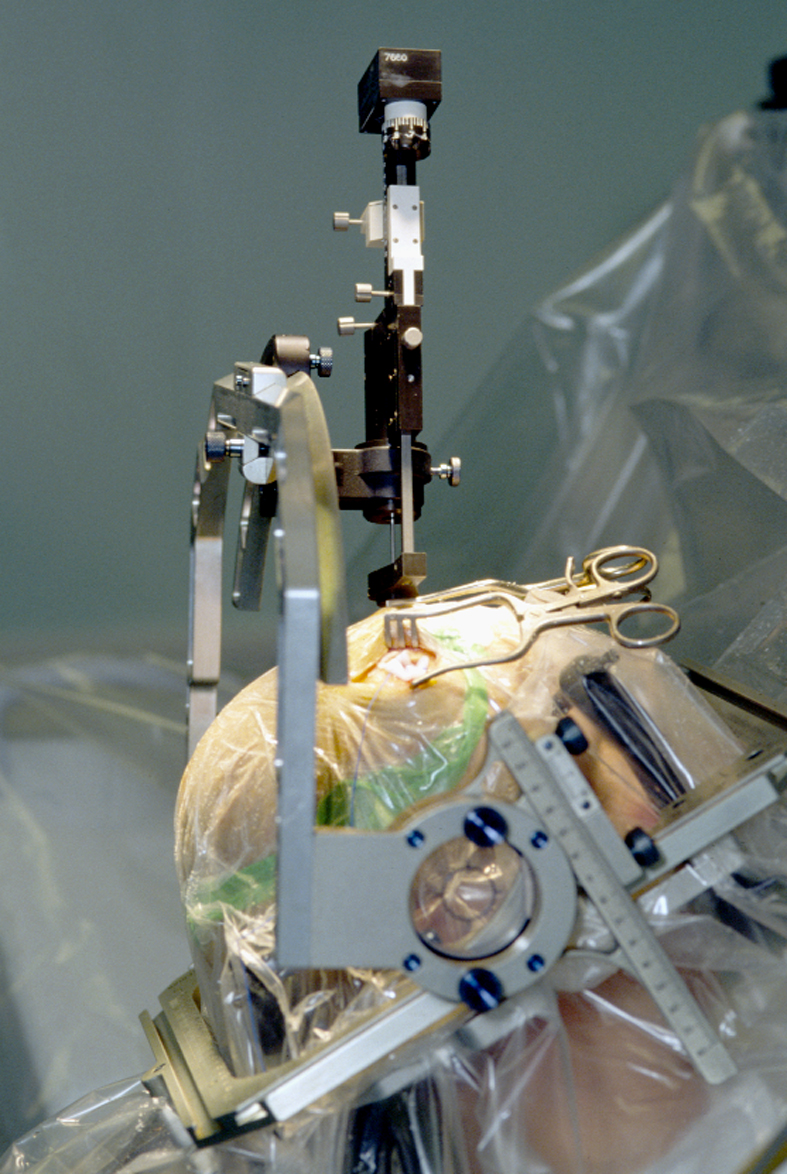
Zabieg stereotaktyczny założenia elektrody do stymulacji głębokiej mózgu u chorego z chorobą Parkinsona

Jest kilka grup leków stosowanych w terapii tej choroby.
- Lewodopa jest zasadniczym lekiem stosowanym w farmakoterapii PD. Jest to aminokwas, który może przechodzić z krwi do mózgu i w mózgu ulec przekształceniu w dopaminę. Lewodopa jest szybko rozkładana w tkankach obwodowych, zanim zdąży dotrzeć do mózgu, z drugiej strony nie jest możliwe podawanie większych dawek leku, ponieważ powoduje to nasilone objawy uboczne. Rozwiązaniem jest podawanie łączne z lewodopą inhibitora obwodowego enzymu dopa-dekarboksylazy, na przykład karbidopy lub benserazydu. Głównymi powikłaniami stosowania preparatów lewodopy są tzw. zespoły on-off charakteryzujące się występowaniem znacznej hipokinezy w momencie obniżania się stężenia leku we krwi, przeplatanej hiperkinezami (ruchy mimowolne) na szczycie dawki. Innym powikłaniem jest występowanie zaburzeń psychicznych w przypadku stosowania dużych dawek leku.
- Amantadyna to lek zwiększający uwalnianie endogennej dopaminy (pochodzącej z wewnątrz organizmu).
- Agonisty receptorów dopaminowych, np. bromokryptyna, ropinirol.
- Inhibitory MAO hamujące rozkład dopaminy, np. selegilina.
- Inhibitory COMT (katecholo-o-metylotransferazy): entakapon, tolkapon, nitekapon.
- Leki antycholinergiczne: biperyden, cykrymina, procyklidyna, triheksyfenidyl.
- Beta-blokery, np. propranolol.

Innymi możliwościami leczenia są:
- leczenie operacyjne – stereotaktyczne uszkadzanie gałki bladej (pallidotomia), jądra niskowzgórzowego (subtalamotomia) albo jąder wzgórza (talamotomia), jedno- lub obustronne
- przeszczepienie tkankowe istoty czarnej
- głęboka stymulacja mózgu: wszczepienie elektrostymulatora w zidentyfikowane ognisko w mózgu.

Poza powyżej wymienionymi zalecana jest rehabilitacja ruchowa, na którą składają się:
- gimnastyka lecznicza
- pływanie lecznicze
- terapia mowy
- fizykoterapia
- masaż
- muzykoterapia
- spacery[potrzebny przypis]

Stwierdzono, że w chorobie Parkinsona medytacja mindfulness polepsza funkcje motoryczne i kognitywne oraz jakość życia.
Badania z ostatnich 30 lat wykazują spójnie, że palenie tytoniu zmniejsza ryzyko wystąpienia choroby Parkinsona, ale prawdopodobnie jest to spowodowane głównie skróceniem życia w wyniku palenia (palący żyją średnio około 14 lat krócej niż niepalący).

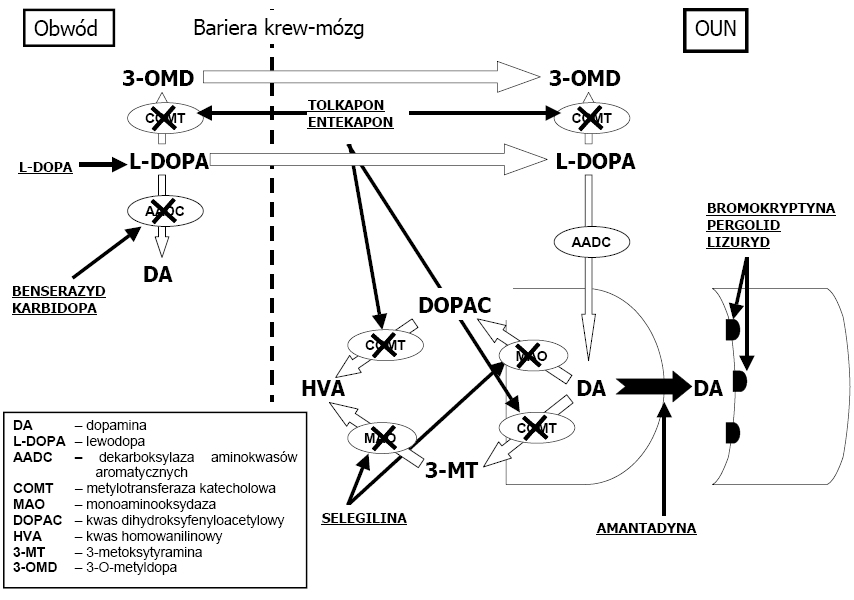
Schemat działania leków stosowanych w chorobie Parkinsona

## Rokowanie
Choroba nie powoduje bezpośrednio śmierci, lecz pogarsza jakość życia i wiąże się z potencjalnie śmiertelnymi powikłaniami. Zgon następuje w wyniku powikłań, przede wszystkim zapaleń płuc (najczęstsza bezpośrednia przyczyna zgonu).

## Grupy wsparcia
Istnieją stowarzyszenia zajmujące się pomocą dla osób chorych na chorobę Parkinsona i ich opiekunów.
11 kwietnia jest Światowym Dniem Choroby Parkinsona.

## Klasyfikacja ICD10
| kod ICD10     | nazwa choroby                   |
| ------------- | ------------------------------- |
| ICD-10: G20   | Choroba Parkinsona              |
| ICD-10: F02.3 | Otępienie w chorobie Parkinsona |